# Дипломатске мисије Србије
Дипломатске мисије Србије су стална дипломатска представништва које обављају послове из делокруга Министарства спољних послова Републике Србије која спадају у репрезентативне и спољнополитичке функције предвиђене међународним уговорима и дипломатском праксом.

## Дужности и обавезе
У обављању послова из свог делокруга стална дипломатска мисија Републике Србије је дужна је да поступа у складу са Уставом, законима, општеприхваћеним правилима међународног права и потврђеним међународним уговорима и подзаконским општим актима, као и по директивама министра спољних послова и у складу са тим директивама датим инструкцијама и упутствима руководилаца надлежних унутрашњих јединица Министарства спољних послова Републике Србије.

## Списак сталних мисија
Република Србија има седам сталних дипломатских мисија у шест земаља света:
| Р.б | Назив          | Ознака | Седиште                                            | Интернет сајт                        |
| --- | -------------- | ------ | -------------------------------------------------- | ------------------------------------ |
| 1.  | Савет Европе   |        | Француска — Стразбур, 26, Avenue de la Foret-Noire | http://www.coe-strasbourg.mfa.gov.rs |
| 2.  | Европска унија |        | Белгија — Брисел, Boulevard du Regent 53           | http://www.eu-brussels.mfa.gov.rs    |
| 3   | НАТО           |        | Белгија — Брисел, Boulevard du Regent 53           | http://www.nato-brussels.mfa.gov.rs  |
| 4.  | ОЕБС           |        | Аустрија — Беч, Bartensteingasse 4, Top 14-15      | http://www.osce-vienna.mfa.gov.rs    |
| 5.  | УН — Женева    |        | Швајцарска — Женева, 5, Chemin Thury               | http://www.un-geneva.mfa.gov.rs      |
| 6.  | УН — Њујорк    |        | САД — Њујорк, 854, Fifth Avenue                    | http://www.un.int/serbia             |
| 7.  | УНЕСКО         |        | Француска — Париз, 1, Rue Miollis                  | http://www.unesco-paris.mfa.gov.rs   |